# Hasarius glaucus
Hasarius glaucus är en spindelart som beskrevs av Henry Roughton Hogg 1915. Hasarius glaucus ingår i släktet Hasarius och familjen hoppspindlar. Inga underarter finns listade i Catalogue of Life.